# Parrésia
Na retórica, parresía é descrita como franqueza, confiança ou ousadia para falar em público.
A palavra grega (παρρησία) é frequentemente usada para descrever certos diálogos atribuídos a Jesus Cristo no Novo Testamento.
Não deve ser confundida com "parúsia", que se refere à segunda vinda de Jesus Cristo sobre a Terra.